# ApologetiX
ApologetiX är ett amerikanskt kristet rockband som gör parodier på framgångsrika låtar. Bandet består av sångaren J. Jackson, gitarristen Karl Messner, basisten Keith Haynie, trummisen Jimmy "Vegas" Tanner och Bill Hubauer på keyboard, gitarr och elektrisk fiol. ApologetiX har även haft en rad gästmusikanter på sina album och spelningar och däribland även Jon Schwartz som är Weird Al Yankovics trummis.
Bandet startades 1992 och har sitt ursprung i Pittsburgh i Pennsylvania i USA.
Bandet skriver om kända låtar och ger dem ett nytt kristet och humoristiskt budskap. Exempel på bandets låtar är bl.a. "Corinthians" (en parodi på "In the End" av Linkin Park), "Look Yourself" ("Lose Yourself" av Eminem), "Smooth Grandmama" ("Smooth Criminal" av Alien Ant Farm), "Smells Like 30-something Spirit" ("Smells Like Teen Spirit" av Nirvana), "Sounds of Silas" ("Sounds of Silence" av Simon & Garfunkel) och "Bethlehemian Rhapsody" ("Bohemian Rhapsody" av Queen).
Bandets namn ApologetiX kommer från ordet apologetik (eg. engelskans apologetics) och handlar om att försvara den kristna tron. Bandet valde namnet utifrån bibelversen första Petrusbrevet 3:15 där det står "/.../ Var alltid beredda att svara var och en som kräver besked om ert hopp" eller som den grekiska originaltexten skrev "apologia" istället för "svara". Bandets symbol, som är en triquetra och det är en symbol för den kristna treenigheten

## Diskografi
- Wordplay (2006)
- Samson Comes Alive: An Evening with ApologetiX DVD (2005)
- ApologetiX Hits: The Road (2005)
- Apol-AcoustiX (2005)
- Isn't Wasn't Ain't: Director's Cut (online fan club only) (2005)
- New & Used Hits (The Best of ApologetiX Vol 1 & 2) (2004)
- Isn't Wasn't Ain't [10th Anniversary re-issue (now discontinued)](2003)
- Downer of a Sister DVD (2003)
- Adam Up (2003)
- Grace Period (2002)
- Have Yourself a Parody Little Christmas [Christmas EP (now discontinued)] (2002)
- Keep the Change (2001)
- Spoofernatural (2000)
- Biblical Graffiti (1999)
- Jesus Christ Morning Star (1998)
- Ticked (1997)
- Radical History Tour (1994) (released on CD in 1999)
- Isn't Wasn't Ain't (1993)

## Priser
- 2005 Best CD Award: "New & Used Hits (The Best of ApologetiX Vol 1 & 2)" (Christianity Today's Reader's Choice Awards)
- 2004 Favorite Indie Artist (CCM Magazine Reader's Choice Awards)
- 2002 Recorded Fringe Song of the Year: "The Real Sin Savior" (American Christian Music Awards/ChristianBEATS)
- 2004 Alternative Song of the Year: "Lifestyles of the Rich & Nameless" (American Christian Music Awards)
- 2004 Alternative Artist Of The Year (American Christian Music Awards)